# Chapelle Notre-Dame-du-Mûrier de Batz-sur-Mer
La chapelle Notre-Dame-du-Mûrier est une chapelle catholique en ruines située à Batz-sur-Mer dans le département français de la Loire-Atlantique.

## Nom
Malgré l’orthographe utilisée, le terme mûrier ne se réfère pas à l'arbre éponyme — même s'il existe une légende selon laquelle un naufragé, le seigneur Jean de Rieux de Ranrouët, guidé vers la côte par une statue scintillante de la Vierge placée dans un mûrier, à l'endroit duquel il aurait fait construire l'édifice — mais vient plutôt de murié, déformation du latin muria qui signifie saumure, ou par extension marais salant.

## Localisation
La chapelle se trouve à une trentaine de mètres au sud de l'église Saint-Guénolé.

## Historique

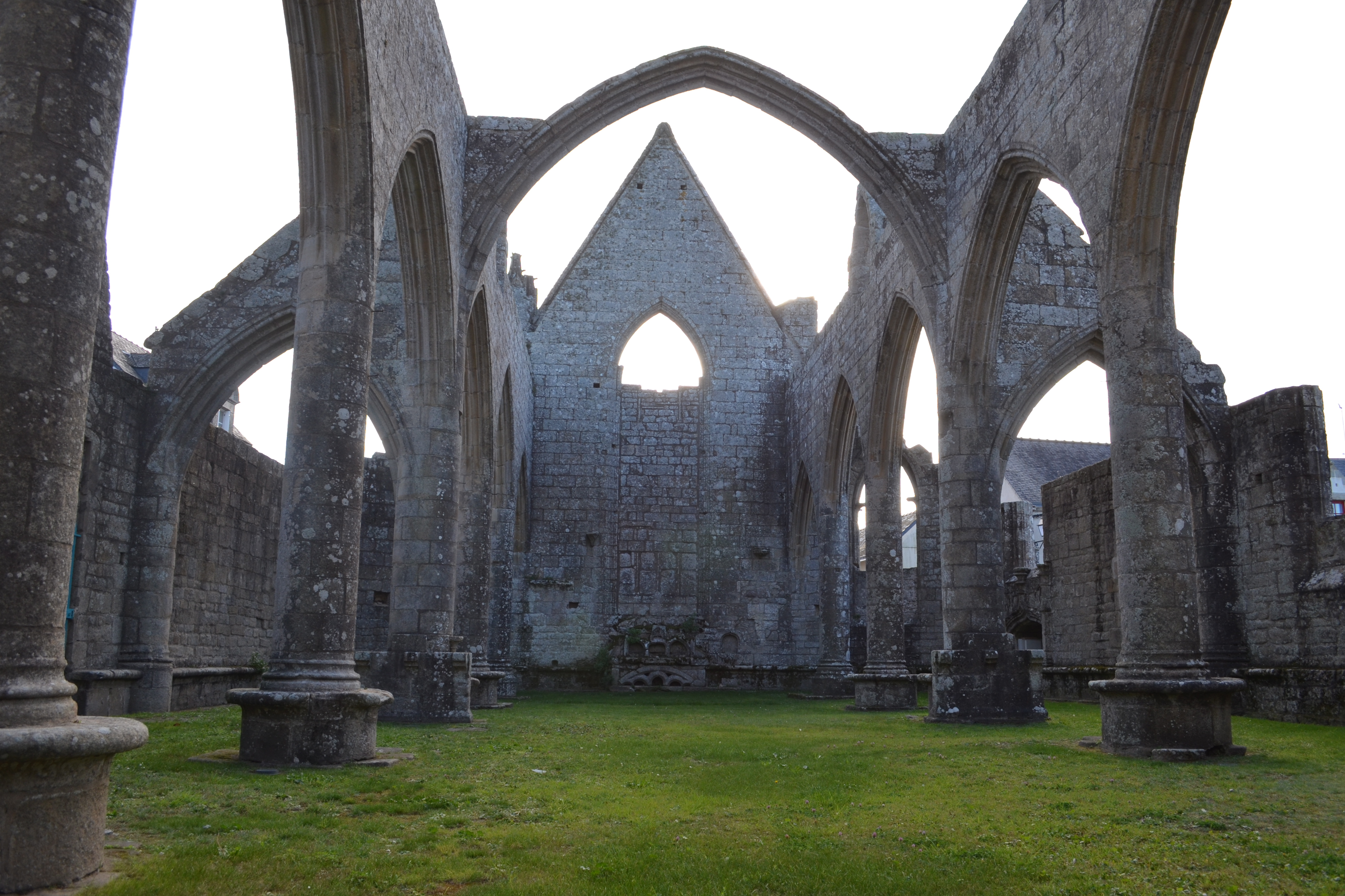
Intérieur de la chapelle.

Vers le milieu du XVe siècle, la peste ravageait la Bretagne. Pour s’en protéger, les Batziens firent le vœu de réédifier un ancien sanctuaire alors en ruines. Bien qu'à cette époque le commerce du sel fût florissant, les ressources locales s'avérèrent insuffisantes pour financer la construction. Aussi, le duc de Bretagne Jean V demanda au pape Eugène IV d’accorder des indulgences aux fidèles qui visiteraient la chapelle et qui par leurs dons aideraient à l’édification du bâtiment qui fut achevée en 1496.
Cependant, la toiture fut arrachée par un ouragan en 1819 et l'édifice resta depuis lors à l'état de ruines.
L'édifice a été classé aux monuments historiques en 1862.

## Photographies

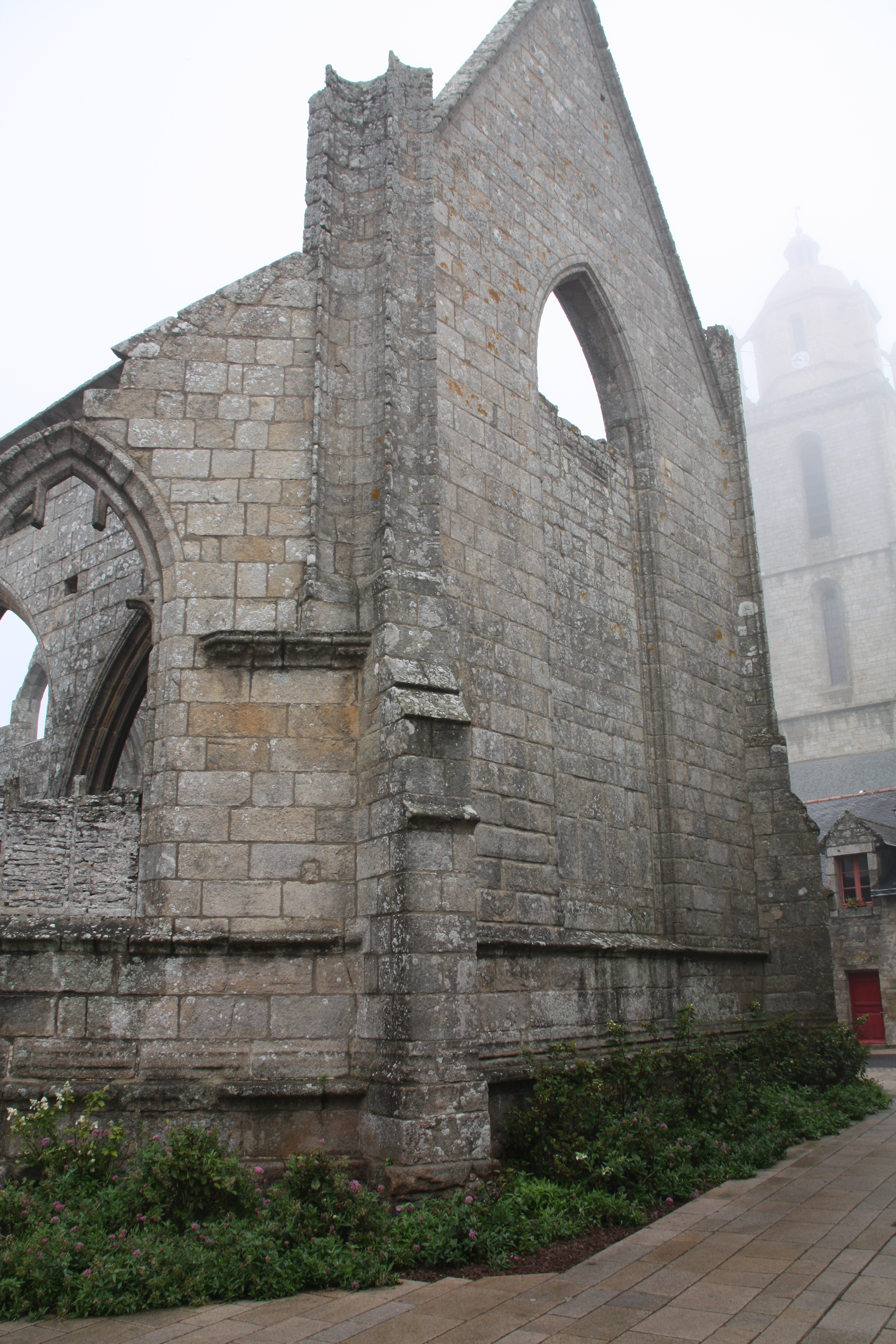
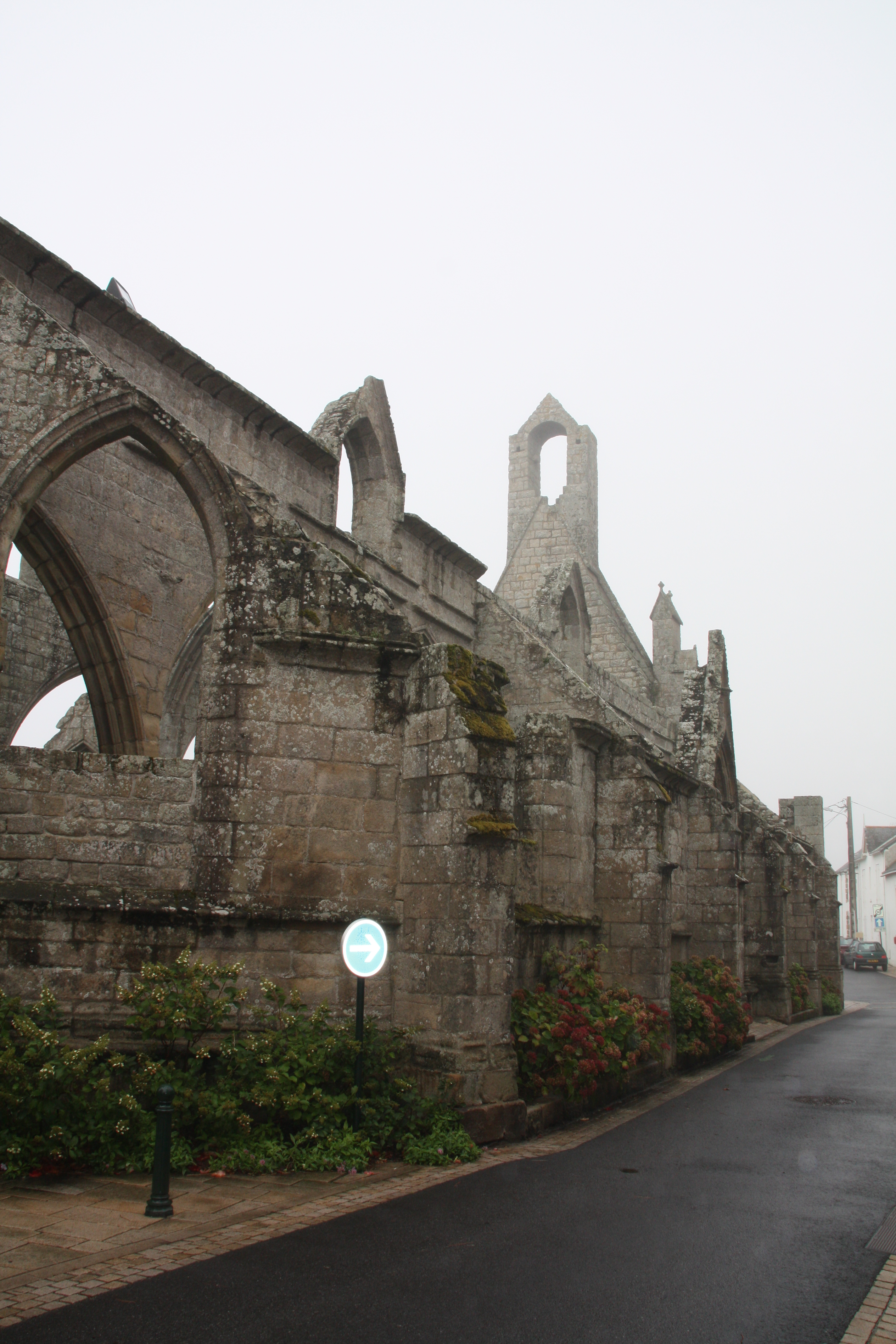
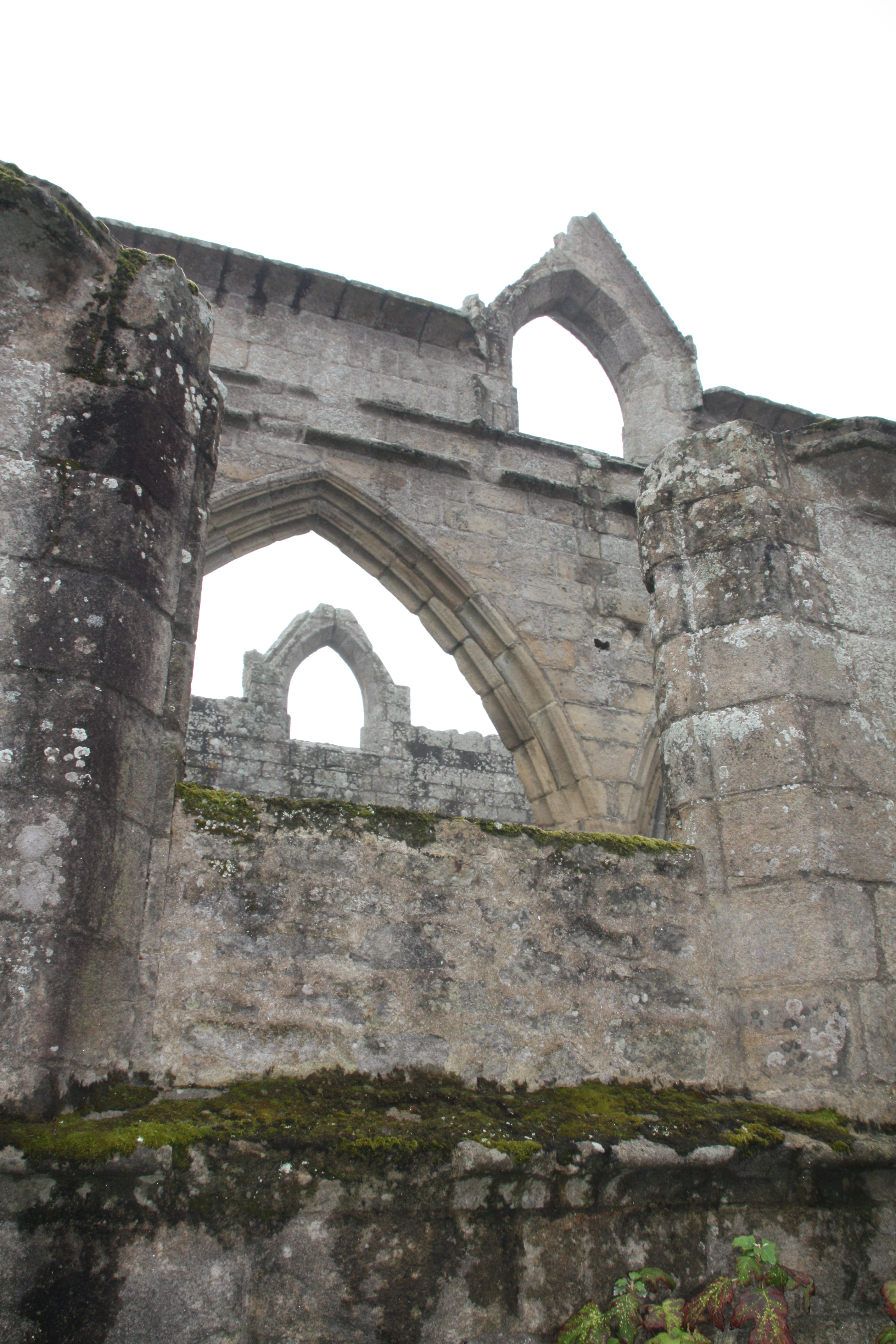
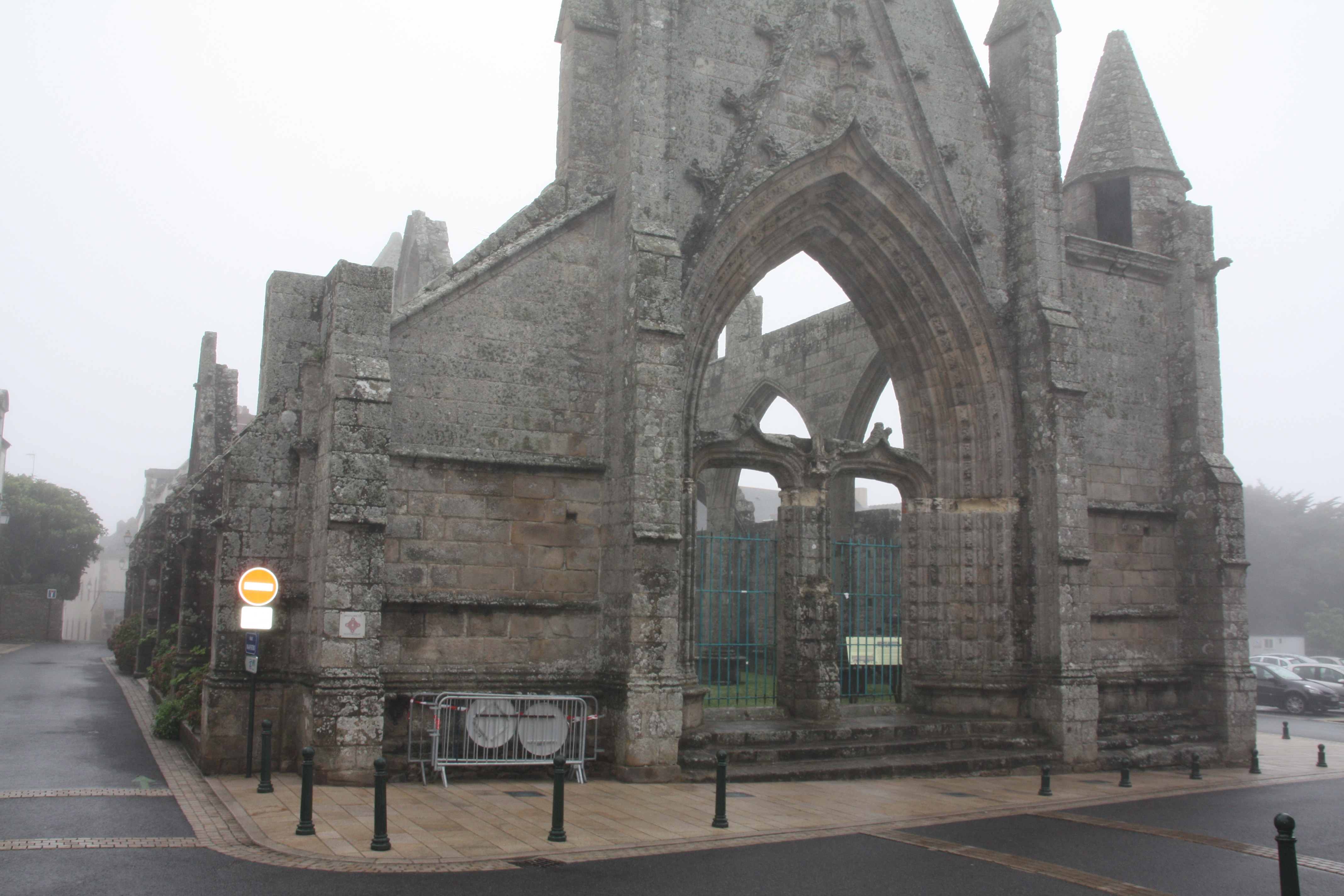
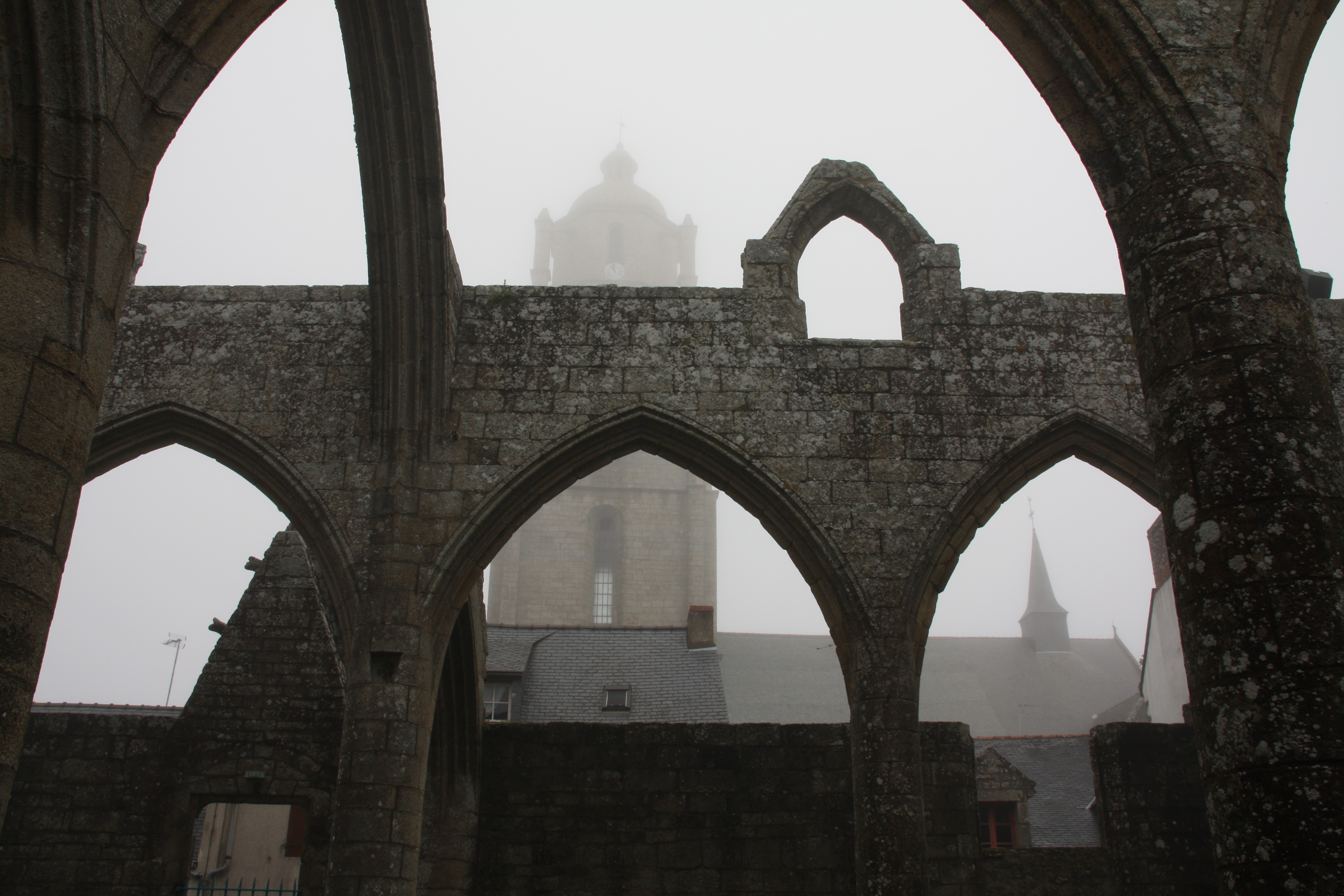
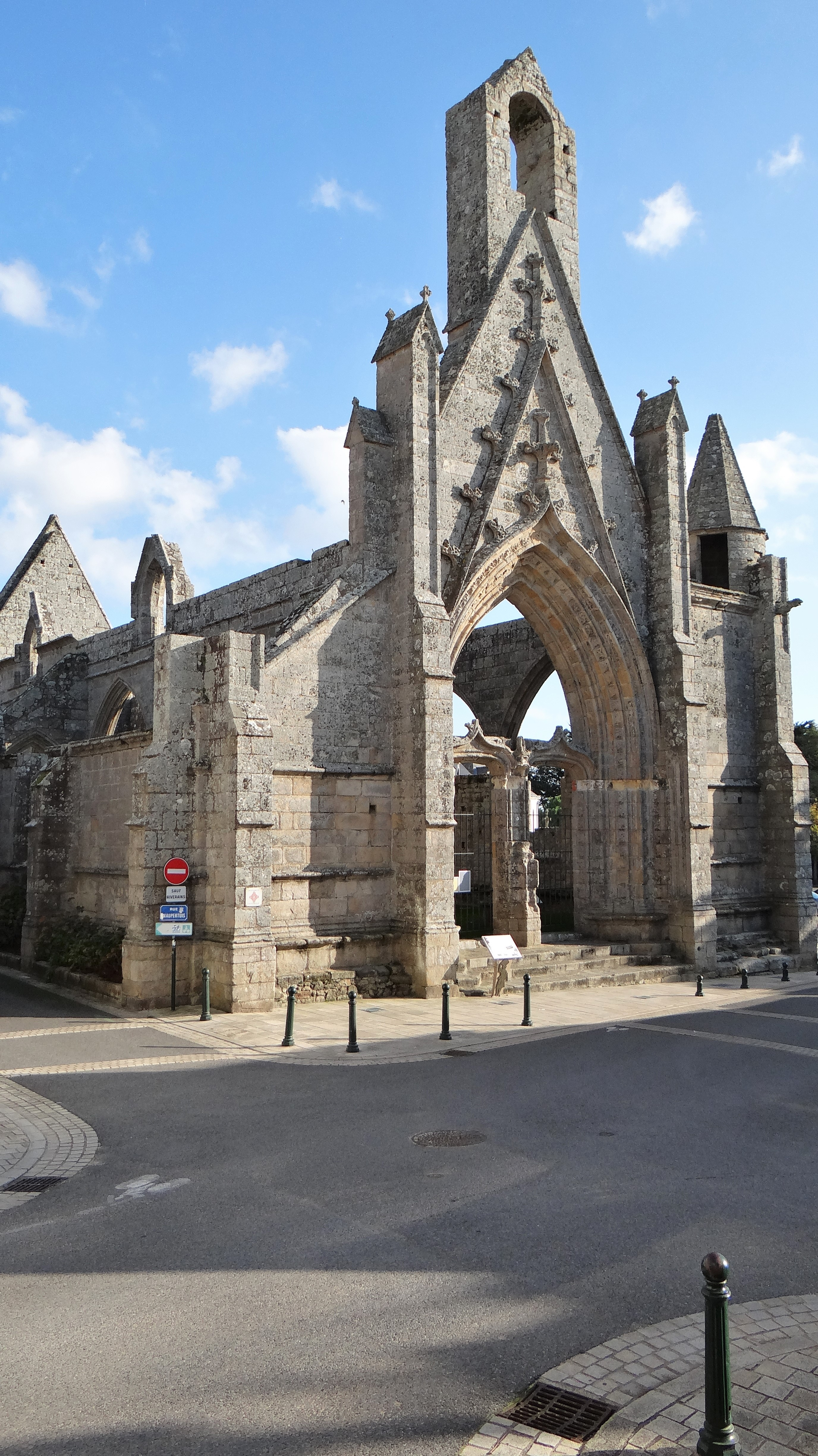
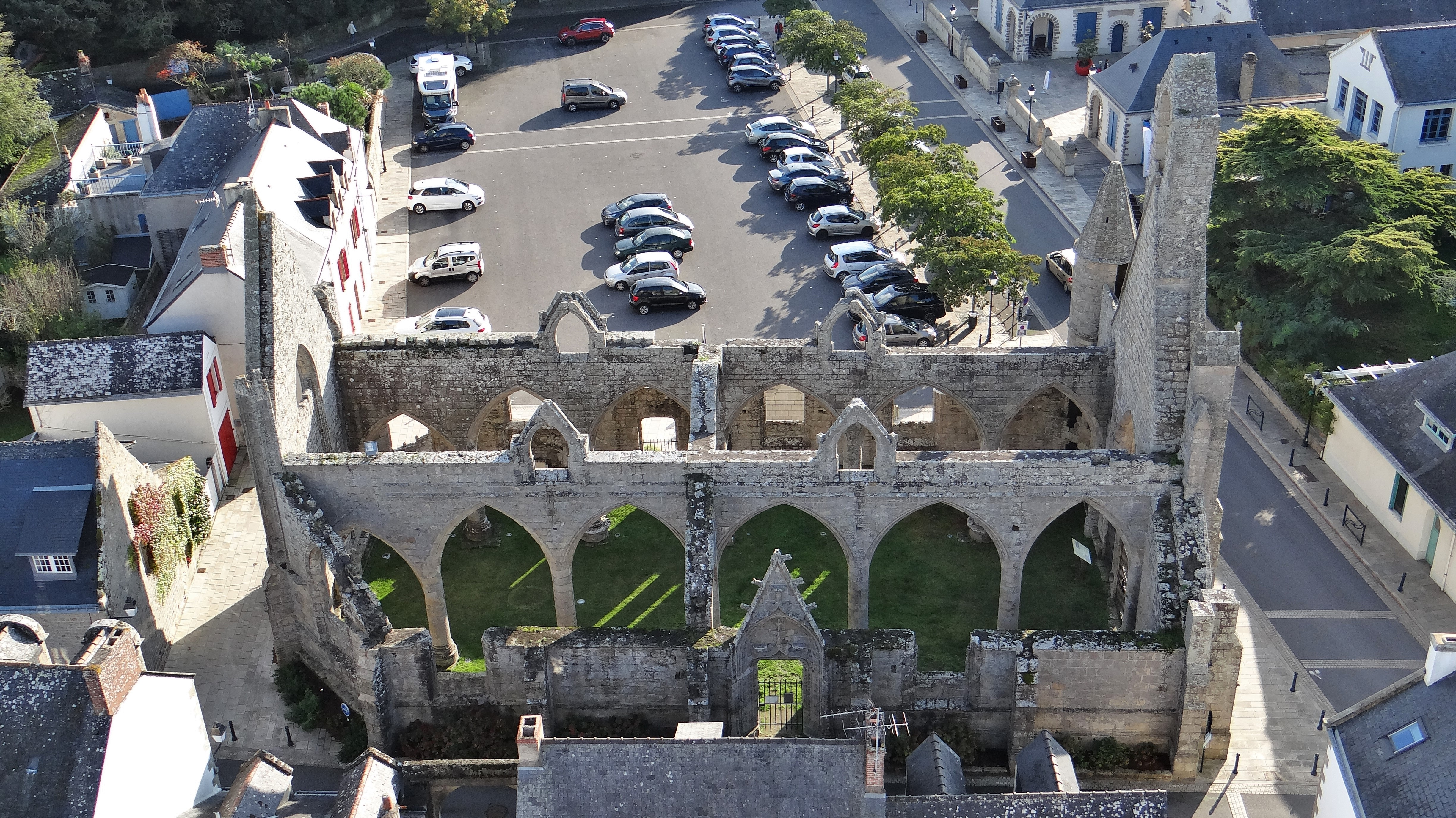